# Империја (ТВ серија)
Империја (енгл. Empire) је америчка мјузикл-драмска телевизијска серија чији су творци Ли Денијелс и Дени Стронг за Fox. Представља заједнички подухват Imagine Television и 20th Century Fox Television и дистрибуира је 20th Television. Иако је снимљена у Чикагу, серија се одвија у Њујорку. Серија прати фиктивну хип хоп музичку и забавну компанију Empire Entertainment и драму између чланова оснивачке породице који се боре како би је контролисали. Пилот је био успешан, покупивши похвале за Тараџи Пенду Хенсон која тумачи Куки Лајон. Премијера серије је приказана 7. јануара 2015. године и гледало је скоро десет милиона гледалаца док је последњу епизоду прве сезоне гледало 17 милиона гледалаца. Fox је 30. априла 2019. наручио шесту и последњу сезону. Премијера сезоне била је 24. септембра 2019. године. Серија се завршила 21. априла 2020. године.

## Радња
Лушус Лајон (Теренс Хауард) је хоп хоп предузетник, бивши дилер дроге и председник Empire Entertainment. Обавештен о властитој скорашњој раној смрти од одређеног здравственог стања, Лушус је приморан да бира између свог потомства, наследника који ће контролисати његовом династију након смрти. Почиње са радом како би изабрао једног од своја три сина који би преузео породични посао — главни фанансијски директор Empire Андре (Треј Бајерс), ритам и блуз певач-текстописац Џамал (Ђуси Смолет) и репер Хаким (Брајсхир Ј. Греј). У том процесу, Лушус их супротставља. Лушусова бивша супруга Куки Лајон (Тараџи Пенда Хенсон) је пуштена из затвора након издржане седамнаестогодишње казне и такође жели за контролу над компанијом и над својим синовима.

## Епизоде
| Сезона | Сезона | Епизоде | Епизоде | Оригинално емитовање | Оригинално емитовање | Rank  | Viewers (millions) |
| Сезона | Сезона | Епизоде | Епизоде | Премијера            | Финале               | Rank  | Viewers (millions) |
| ------ | ------ | ------- | ------- | -------------------- | -------------------- | ----- | ------------------ |
|        | 1.     | 12      | 12      | 7. јануар 2015.      | 18. март 2015.       | 5     | 17.33              |
|        | 2.     | 18      | 18      | 23. септембар 2015.  | 18. мај 2016.        | 5     | 15.94              |
|        | 3.     | 18      | 18      | 21. септембар 2016.  | 24. мај 2017.        | 23    | 10.37              |
|        | 4.     | 18      | 18      | 27. септембар 2017.  | 23. мај 2018.        | 52    | 7.45               |
|        | 5.     | 18      | 18      | 26. септембар 2018.  | 8. мај 2019.         | 68    | 6.38               |
|        | 6.     | 18      | 18      | 24. септембар 2019.  | 21. април 2020.      | н. п. | н. п.              |